# Julius Sudendorf
Gerhard Dietrich Julius Sudendorf (* 9. September 1815 in Badbergen; † 6. September 1893 auf Gut Hilten bei Neuenhaus) war ein Amtsgerichtsrat und Historiker zur Osnabrücker Geschichte.

## Familie
Julius Sudendorf wurde in Badbergen als ältester Sohn des dortigen Pastors und späteren Kirchenrats Friedrich Ludwig Christian Sudendorf (1756–1837) geboren. Seine Mutter, war Judith Sophie Justine Johanne Elisabeth von Dincklage (1778–1844), Tochter  des Generalmajors Georg August von Dincklage (1730–1788) aus dem Hause Schulenburg. Sein Bruder Hans Sudendorf (1812–1870) war Historiker und Staatsarchivar in Hannover.

## Leben
Nach dem Jurastudium wurde Sudendorf zunächst als Auditor beim Amt Vörden eingestellt, jedoch schon 1844 nach Osnabrück versetzt, wo er nebenamtlich das Archiv der  Landdrostei ordnete und verzeichnete. 1852 zum Amtsrichter ernannt, konnte er diese Aufgabe noch bis 1854 fortführen, bevor er nach Aurich versetzt wurde. Während seiner Osnabrücker Zeit gehörte er zu den Mitgründern des Vereins für Geschichte und Landeskunde von Osnabrück, dessen zweiter Vorsitzender er von 1847 bis 1854 war. In diesen Jahren verfasste er mehrere Beiträge zur Osnabrücker Geschichte in den „Osnabrücker Mitteilungen“. Er gab mehrere Bücher seines Brüders Hans Sudendorf. (1812–1879), Staatsarchivar in Hannover, heraus. Über Polle (1860) und Lingen (1861) kam Sudendorf schließlich 1864 als Amtsrichter nach Neuenhaus, wo er bis zu seinem Tode tätig war.

## Schriften
- (zusammen mit Bruder Hans): Beiträge zur Geschichte des Landes Osnabrück bis zum Jahre 1400. Osnabrück 1840. (Digitalisat)
- (zusammen mit Bruder Hans): Geschichte der Herren von Dincklage. Ein Beitrag zur vaterländischen Geschichte. Osnabrück 1844. (Digitalisat)

## Ehrungen
- 1891 Roter Adlerorden III. Klasse mit Schleife